# Ingeborg
Ingeborg er et pigenavn som bruges i flere europæiske lande, som Norge, Sverige og Tyskland. Ingebjørg er en variant af navnet. Navnene består af inge og bjørg, hvor inge stammer fra den norrøne gud Ing (Frej), og borg stammer fra det norrøne ord bjorg, som betyder beskyttelse eller værn. 

## Udbredelse
Varianten Ingibjörg er et særdeles almindeligt navn på Island. 
Tabellen nedenfor giver en oversigt over populariteten af navnene Ingeborg og varianter af dette i nogle af de lande, hvor statistik er tilgængelig.
| Land             | Blandt landets kvinder | Blandt landets kvinder | Blandt landets kvinder | Blandt nyfødte piger | Blandt nyfødte piger | Blandt nyfødte piger | Blandt nyfødte piger |
| Land             | Antal                  | Procent                | Rangering              | Antal                | Procent              | Rangering            |                      |
| ---------------- | ---------------------- | ---------------------- | ---------------------- | -------------------- | -------------------- | -------------------- | -------------------- |
| Island Ingibjörg | 2.398 (2004)           | 1,58 %                 | 8.                     | 58 (2000-2004)       | 0,55 %               | 48.                  |                      |
| Tyskland         | - (1890–2007)          | -                      | 33.                    | - (2006)             | -                    | (> 200.)             |                      |
| Sverige          | 39.226 (2006)          | 0,87 %                 | 50.                    | - (2006)             | -                    | (> 99.)              |                      |
| Finland          | 10.483 (2007)          | 0,4 %                  | -                      | - (2005)             | -                    | (> 69.)              |                      |
| Norge            | 8.292 (2006)           | 0,35 %                 | 69.                    | 142 (2006)           | 0,49 %               | 44.                  |                      |
| Norge Ingebjørg  | 4.409 (2006)           | 0,19 %                 | 135.                   | 10 (2006)            | 0,03 %               | 346.                 |                      |
| Danmark          | 2.682 (2007)           | 0,1 %                  | -                      | - (2005)             | -                    | (> 50.)              |                      |
| Tjekkiet         | 789 (2006)             | 0,02 %                 | 271.                   | - (2006)             | -                    | (> 2040.)            |                      |

Ingebjørg var et meget almindeligt kvindenavn i Norge i 1300-tallet. Ingeborg var populært i Norge fra 1600-tallet og frem til ca. 1900, og har haft aftagende brug efter dette. Brugen er imidlertid gået noget op igen efter midten af 1990-tallet. Skrivemåtene Ingbor og Ingebor var almindelige i 1700-tallet.
|                                                              |
| Historisk udvikling af navnet Ingeborgs popularitet i Norge. |

## Kendte personer med navnet
Personerne i listen er ordnet kronologisk efter fødselsår.
- Ingeborg af Novgorod (ca. 1100 - 1137), storfyrstedatter
- Ingeborg af Danmark (1175/1176 - 1236), datter af Kong Valdemar den Store af Danmark
- Ingeborg Bårdsdatter av Rein (1200-tallet)
- Ingeborg af Danmark (ca. 1244 - 1287), datter af Kong Erik Plovpenning af Danmark
- Ingeborg af Sverige (død 1319), datter af Kong Magnus Ladelås af Sverige
- Ingeborg af Danmark (1347 - 1370), datter af Kong Valdemar Atterdag af Danmark
- Ingeborg Møller (1878–1964), norsk forfatter
- Ingeborg Bachmann (1926–1973), østrigsk forfatter
- Ingeborg Botnen (f 1934), norsk politiker
- Ingeborg Moræus Hanssen (f 1938), norsk tidligere biografchef i Oslo
- Ingeborg Lorentzen (f 1957), norsk datter af prinsesse Ragnhild
- Prinsesse Ingeborg af Danmark (1878 - 1958), datter af Kong Frederik 8. af Danmark
- Grete Ingeborg Nykkelmo, norsk skiløber
- Ingeborg Junge-Reyer, tysk politiker
- Ingeborg Refling Hagen, norsk forfatter
- Ingebjørg Håkonsdatter, norsk prinsesse
- Ingeborg Stana norsk billedkunstner